# Ranitomeya fantastica
Ranitomeya fantastica is een kikker uit de familie pijlgifkikkers (Dendrobatidae). De soort heeft nog geen Nederlandse naam en behoorde lange tijd tot het geslacht Dendrobates. De soort werd voor het eerst wetenschappelijk beschreven door George Albert Boulenger in 1883. Oorspronkelijk werd de wetenschappelijke naam Dendrobates fantasticus gebruikt. Vroeger werd de kikker ingedeeld als variatie van Adelphobates quinquevittatus, maar wordt tegenwoordig als volwaardige soort gezien.

## Uiterlijke kenmerken
Dit 17 tot 23 millimeter lange kikkertje, mannetjes blijven iets kleiner, heeft een licht korrelige huid, kleine ooropeningen en relatief lange ledematen. De soort kent twee kleurvormen die niet echt op elkaar lijken. De algemeenste vorm bestaat uit een zwarte basiskleur, met een grotendeels oranje kop, op twee vlekken aan de bovenzijde van de kop na. Deze zijn vaak gefuseerd en vormen dan een vlinder-achtige vlek. De rug is zwart, en heeft een variabele, witblauwe tot oranje, grove nettekening. De poten hebben een nettekening in dezelfde kleur, maar deze is veel fijner waardoor de poten soms blauw aandoen.
De tweede variatie heeft eveneens een zwarte basiskleur met over het hele lichaam brede, roodoranje lijnen. Deze bestaan vaak uit een band rond het midden van het lichaam, een lijnentekening rond de contouren van de kop, lengtestrepen op de achterpoten en ook de tenen zijn roodoranje gekleurd. Er is echter enige variatie waardoor de tekeningen wat afwijken. Daarnaast wordt de soort geïmiteerd door de gelijkende soort Ranitomeya imitator, die overigens een meester is in imiteren (naam!), en ook nog twee andere soorten nabootst terwijl de kikker zelf ook giftig is.

## Algemeen
Ranitomeya fantastica komt voor in Peru rond de Huallaga-rivier en leeft in wat koelere regenwouden. In temperaturen die voor andere pijlgifkikkers normaal zijn houdt deze soort het niet lang vol, temperaturen van 26 graden overdag en ongeveer 20 graden 's nachts zijn voor deze soort ideaal, andere soorten leven bij temperaturen rond de dertig graden. Opmerkelijk is dat variaties met de roodgekleurde kop meer in bomen leven, andere variaties blijven bij de bosbodem. Een typisch kenmerk, dat bij geen enkele andere pijlgifkikker is waargenomen, is de robot-achtige motoriek van de kikker.

## Voortplanting
Mannetjes lokken de vrouwtjes vanaf enkele meters boven de grond of een boomstam, de variaties die op de bomen leven gebruiken afgevallen bladeren of met water gevulde holtes in planten. De vrouwtjes zetten ongeveer 4 tot 6 eitjes af waarvan de uitgekomen kikkervisjes door het mannetje naar diverse poeltjes worden verspreid. Dit vanwege de kannibalistische trekjes van de larven. Nadat de larven door het mannetje zijn getransporteerd worden zij niet meer verzorgd. Zij voeden zich met insectenlarven, andere kikkervisjes en rottend materiaal worden gegeten. Zodra de kikkervisjes achterpootjes hebben krijgen ze al kleuren, opvallend is de afstekende geeloranje, cirkelvormige vlek op de kop. De soort is in gevangenschap, onder de juiste omstandigheden, goed te houden, en te kweken.